# 没庐·墀松杰拉囊
没庐·墀松杰拉囊（藏語：འབྲོ་སུམ་རྗེ་སྟག་སྣང，威利转写：vbro khri sum rje stag snang，THL：Dro Trisumje Taknang，？—836年？），又稱尚绮心儿（藏語：ཞང་ཁྲི་སུམ་རྗེ，威利转写：zhang khri sum rje，THL：Shang Trisumje），是吐蕃帝国末期的一位政治、军事人物，曾担任大贡论一职。
尚绮心儿的祖父是九政务大臣之一的尚已立藏。尚绮心儿的父亲是吐蕃名将尚赞摩（ཞང་བཙན་བ་），曾追随琛·尚·杰斯秀亭（尚结息）和恩兰·达扎路恭（马重英）入侵唐朝、攻破长安；后于778年代替尚悉结专管东部事务，屡犯唐朝边境。
赤松德赞在位期间，派尚绮心儿带兵攻略唐朝辖下的陇右。767年，攻陷瓜州，随后围攻沙州。沙州刺史周鼎大惧，准备逃往回鹘，被都知兵马使阎朝杀死。此后阎朝领沙州人据城抵抗，781年，因弹尽粮绝，向尚绮心儿投降。后来，尚绮心儿奉赞普之命镇守沙州。在沙州期间，他致力推行佛教，非常礼待佛教僧人，《敦煌文书》中保存有不少他的祈祷文。
约800年，尚绮心儿击败了阿拉伯阿拔斯王朝军队，在今日的喀布尔设立行政机构，并胁迫被俘的阿拉伯军队到吐蕃东部边境服役。
尚绮心儿大约在810年起取代韦·论·莽支拉略（དབའ་བློན་མང་རྗེ་ལྟ་ལོད），担任大贡论一职，并兼任吐蕃的东道节度。在任期间，出兵攻打并占领西域广大领地。815年，与政务九大臣之一的尚拉桑波（ཞང་ལྟ་བཟང་པོ）一起，率军讨伐党项和已经走向衰弱的回鹘，大破之，逼近其牙帐。但次年得知赤德松赞去世的消息，便迫回鹘可汗签订盟约，随后撤军回国。
819年，吐蕃与唐朝失和，发生战争。阴历八月，尚绮心儿与尚塔藏、论三摩一起，率领十五万大军包围盐州城，遭到盐州刺史李文悦的顽强抵抗。战役持续了二十七天，直到朔方将史敬奉率兵出现在蕃军的后方，尚绮心儿才率兵退去。
821年，唐穆宗新立，吐蕃与唐朝达成和解，双方互相派遣使者前往对方都城会盟，史称“长庆会盟”。尚绮心儿参加了这次会盟，是这次会盟中地位第二的吐蕃官员，位在僧相勃阑伽·云丹之下。今日拉萨大昭寺前的唐蕃会盟碑上可以看到他的名字。
823年，尚绮心儿回到沙州。他大约在836年左右逝世，其大贡论之位被韦·甲多热（结都那）取代。